# Dominion (Benedictum)
Dominion è il terzo album in studio del gruppo heavy metal statunitense Benedictum, pubblicato l'anno marzo 2011.

## Tracce
1. Dominion – 4:18
2. At the Gates – 3:59
3. Seer – 4:34
4. Grind It – 2:44
5. Prodigal Son – 4:55
6. The Shadowlands – 4:56
7. Beautiful Pain – 1:29
8. Dark Heart – 4:00
9. Bang – 4:30
10. Loud Silence – 5:07
11. Epsilon – 8:54
12. Sanctuary (Bonus Track) – 5:07
13. Overture/Temples of Syrinx (Bonus Track) – 8:21

## Formazione
- Veronica Freeman – voce
- Pete Wells – chitarra
- Chris Shrum – basso
- Tony Diaz – tastiere
- Mikey Pannone – batteria